# Trentepohlia (Paramongoma) pallida
Trentepohlia (Paramongoma) pallida is een tweevleugelige uit de familie steltmuggen (Limoniidae). De soort komt voor in het Neotropisch gebied.